# Orgilus pimpinellae
Orgilus pimpinellae är en stekelart som beskrevs av Niezabitowski 1910. Orgilus pimpinellae ingår i släktet Orgilus och familjen bracksteklar. Inga underarter finns listade i Catalogue of Life.